# فيفيان موراي
فيفيان موراي (بالإنجليزية: Vivian Murray)‏ هو شخصية أعمال أيرلندي، ولد في 22 يوليو 1932 في كلونمل ‏ في جمهورية أيرلندا، وتوفي في 6 مارس 2009 في دبلن في جمهورية أيرلندا.